# V381 Cephei

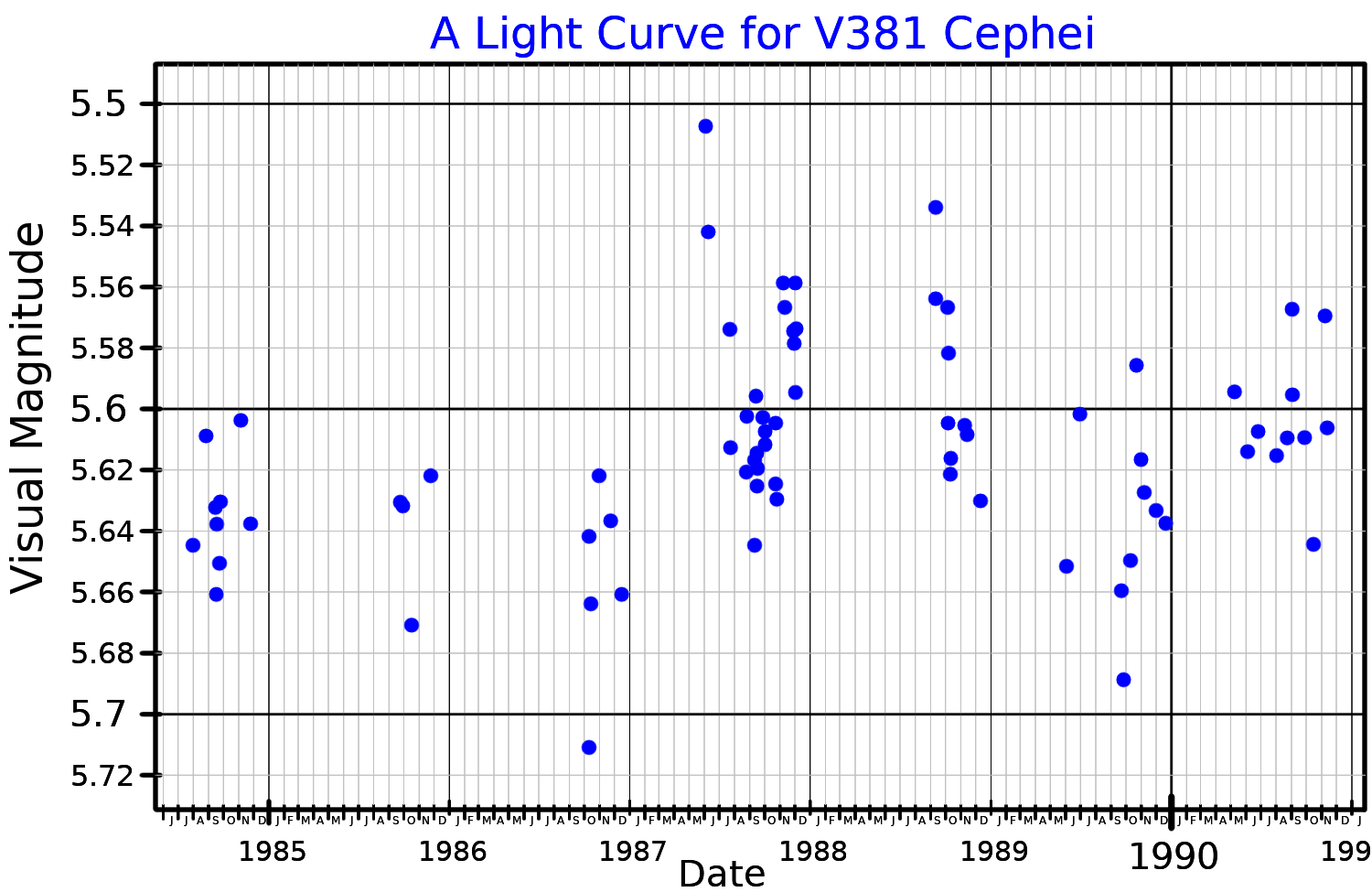
Ljuskurva i visuella bandet för V381 Cephei, utlagd från Halbedel (1991)

V381 Cephei är en trippelstjärna i den södra delen av stjärnbilden Cepheus, som anges som en variabel stjärna av typen halvregelbunden variabel (SRC). Den har en skenbar magnitud av 5,51 – 5,71 och är svagt synlig för blotta ögat där ljusföroreningar ej förekommer. Baserat på parallax enligt Gaia Data Release 2 på ca 1,6 mas, beräknas den befinna sig på ett avstånd på ca 2 100 ljusår (ca 630 parsek) från solen. Den rör sig närmare solen med en heliocentrisk radialhastighet på ca -14 km/s.

## Egenskaper
Primärstjärnan V381 Cephei A (HD 203338) är i sig själv är en spektroskopisk dubbelstjärna (Aa + Ab) med en omloppsperiod av 280 år och stjärnorna separerade med 4,6 bågsekunder. De bildar en dubbelstjärna av VV Cephei-typ med en het följeslagare som ackumulerar massa från primärstjärnan. Den långa omloppsperioden innebär att den uppvisar färre särdrag än andra VV Cephei-binärer.
Primärstjärnan V381 Cephei Aa (HD 203338) är en röd till orange superjättestjärna av spektralklass M1eplb. Den har en massa som är ca 7,2 - 16 solmassor, en radie som är ca 276 solradier och har ca 12 900 – 13 600 gånger solens utstrålning av energi från dess fotosfär vid en effektiv temperatur av ca 3 700 K. Stjärnan är en pulserande variabel med en liten amplitud och dåligt definierad period. Den ges i allmänhet spektralklass som anger särdrag och emission, vilket kan vara förenat med skivan runt den heta följeslagaren V381 Cephei Ab.
Följeslagaren V381 Cephei B (HD 203339) är en stjärna i huvudserien av spektralklass B3 med en massa runt 11 solmassor.